# Pallanuoto ai Giochi della XXXI Olimpiade - Torneo femminile
Il torneo femminile di pallanuoto ai Giochi della XXXI Olimpiade a Rio de Janeiro, in Brasile, è iniziato il 9 agosto e si è concluso il 19 agosto 2016 con la vittoria degli Stati Uniti d'America, che battendo l'Italia per 5-12 si riconfermano campionesse olimpiche dopo Londra 2012. Le partite sono state giocate al Centro Aquático Maria Lenk e all'Estádio Aquático Olímpico.

## Schede della competizione
| G | Group stage | ¼ | Quarter-finals | ½ | Semi-finals | B | Bronze medal match | F | Final |

| Evento↓/Data → | Mar 9 | Mer 10 | Gio 11 | Ven 12 | Sab 13 | Dom 14 | Lun 15 | Mar 16 | Mer 17 | Gio 18 | Sab 20 | Sab 20 |
| -------------- | ----- | ------ | ------ | ------ | ------ | ------ | ------ | ------ | ------ | ------ | ------ | ------ |
| Donne          | G     |        | G      |        | G      |        | ¼      |        | ½      |        | B      | F      |

## Fasce
Le fasce sono state annunciate il 10 aprile 2016.
| Pot 1              | Pot 2              | Pot 3       | Pot 4          |
| ------------------ | ------------------ | ----------- | -------------- |
| Ungheria Australia | Stati Uniti Italia | Russia Cina | Spagna Brasile |

## Arbitri
La lista degli arbitri selezionati per l'olimpiade.
- German Moller
- Daniel Flahive
- Mark Koganov
- Fabio Toffoli
- Marie-Claude Deslières
- Ni Shi Wei
- Nenad Peris
- Hatem Gaber
- Benjamin Mercier
- Georgios Stavridis
- Péter Molnár
- Masoud Rezvani
- Filippo Gomez
- Tadao Tahara
- Stanko Ivanovski
- Diana Dutilh-Dumas
- Radosław Koryzna
- Adrian Alexandrescu
- Sergey Naumov
- Vojin Putniković
- Boris Margeta
- Dion Willis
- Francesc Buch
- Joseph Peila

## Fase preliminare

### Gruppo A
| Pos. | Squadra   | Pt | G | V | N | P | GF | GS | DR  |
| ---- | --------- | -- | - | - | - | - | -- | -- | --- |
| 1    | Italia    | 6  | 3 | 3 | 0 | 0 | 27 | 15 | +12 |
| 2    | Australia | 4  | 3 | 2 | 0 | 1 | 31 | 15 | +16 |
| 3    | Russia    | 2  | 3 | 1 | 0 | 2 | 23 | 31 | -8  |
| 4    | Brasile   | 0  | 3 | 0 | 0 | 3 | 13 | 33 | -20 |

| Gara | Data      | Ora   | Partita   | Partita | Partita   |
| ---- | --------- | ----- | --------- | ------- | --------- |
| 1    | 9 agosto  | 10:20 | Italia    | 9-3     | Brasile   |
| 2    | 9 agosto  | 13:00 | Australia | 14-4    | Russia    |
| 3    | 11 agosto | 9:00  | Brasile   | 7-14    | Russia    |
| 4    | 11 agosto | 10:20 | Italia    | 8-7     | Australia |
| 5    | 13 agosto | 10:20 | Russia    | 5-10    | Italia    |
| 6    | 13 agosto | 11:40 | Australia | 10-3    | Brasile   |

### Gruppo B
| Pos. | Squadra     | Pt | G | V | N | P | GF | GS | DR  |
| ---- | ----------- | -- | - | - | - | - | -- | -- | --- |
| 1    | Stati Uniti | 6  | 3 | 3 | 0 | 0 | 34 | 14 | +20 |
| 2    | Spagna      | 4  | 3 | 2 | 0 | 1 | 27 | 29 | -2  |
| 3    | Ungheria    | 2  | 3 | 1 | 0 | 2 | 29 | 33 | -4  |
| 4    | Cina        | 0  | 3 | 0 | 0 | 3 | 23 | 37 | -14 |

| Gara | Data      | Ora   | Partita     | Partita | Partita     |
| ---- | --------- | ----- | ----------- | ------- | ----------- |
| 1    | 9 agosto  | 9:00  | Cina        | 11-13   | Ungheria    |
| 2    | 9 agosto  | 11:40 | Stati Uniti | 11-4    | Spagna      |
| 3    | 11 agosto | 11:40 | Cina        | 4-12    | Stati Uniti |
| 4    | 11 agosto | 13:00 | Spagna      | 11-10   | Ungheria    |
| 5    | 13 agosto | 9:00  | Cina        | 8-12    | Spagna      |
| 6    | 13 agosto | 13:00 | Ungheria    | 6-11    | Stati Uniti |

## Fase finale

### Tabellone
|  | Quarti di finale      | Quarti di finale      |                       |          | Semifinali                | Semifinali                |  |  | Finale         | Finale |
|  |                       |                       |                       |          |                           |                           |  |  |                |        |
|  | 15 agosto 2016        |                       |                       |          |                           |                           |  |  |                |        |
|  |                       |                       |                       |          |                           |                           |  |  |                |        |
|  | Italia                | 12                    |                       |          |                           |                           |  |  |                |        |
|  | Italia                | 12                    | 17 agosto 2016        |          |                           |                           |  |  |                |        |
|  | Cina                  | 7                     |                       |          |                           |                           |  |  |                |        |
|  | Cina                  | 7                     | Italia                | 12       |                           |                           |  |  |                |        |
|  | 15 agosto 2016        |                       | Italia                | 12       |                           |                           |  |  |                |        |
|  |                       | Russia                | 9                     |          |                           |                           |  |  |                |        |
|  | Spagna                | Russia                | 9                     | 10       |                           |                           |  |  |                |        |
|  | Spagna                |                       | 19 agosto 2016        | 10       |                           |                           |  |  |                |        |
|  | Russia                | 12                    |                       |          |                           |                           |  |  |                |        |
|  | Russia                | 12                    | Italia                | 5        |                           |                           |  |  |                |        |
|  | 15 agosto 2016        |                       | Italia                | 5        |                           |                           |  |  |                |        |
|  |                       | Stati Uniti d'America | 12                    |          |                           |                           |  |  |                |        |
|  | Stati Uniti d'America | Stati Uniti d'America | 12                    | 13       |                           |                           |  |  |                |        |
|  | Stati Uniti d'America | 17 agosto 2016        |                       | 13       |                           |                           |  |  |                |        |
|  | Brasile               | 3                     |                       |          |                           |                           |  |  |                |        |
|  | Brasile               | 3                     | Stati Uniti d'America | 14       | Finale per il terzo posto | Finale per il terzo posto |  |  |                |        |
|  | 15 agosto 2016        |                       | Stati Uniti d'America | 14       | Finale per il terzo posto | Finale per il terzo posto |  |  |                |        |
|  |                       | Ungheria              | 10                    |          |                           |                           |  |  |                |        |
|  | Australia             | Ungheria              | 10                    | 8(3)     | Russia                    | 12 (7)                    |  |  |                |        |
|  | Australia             |                       |                       | 8(3)     | Russia                    | 12 (7)                    |  |  |                |        |
|  | Ungheria              | 8(5)                  |                       | Ungheria | 12 (6)                    |                           |  |  |                |        |
|  | Ungheria              | 8(5)                  |                       |          | 12 (6)                    |                           |  |  |                |        |
|  |                       |                       |                       |          |                           |                           |  |  | 19 agosto 2016 |        |
|  |                       |                       |                       |          |                           |                           |  |  |                |        |

## Classifica finale
| Campione Olimpico | Campione Olimpico | Campione Olimpico |
| --- | ----------------- | --- |
| Stati Uniti1 Hill, 2 Musselman, 3 Seidemann, 4 Fattal, 5 Clark, 6 Steffens, 7 Mathewson, 8 Neushul, 9 A. Fischer, 10 Gilchrist, 11 M. Fischer, 12 Craig, 13 Johnson, CT: Adam Krikorian |                   | |
| Argento | Italia            | Italia1 Gorlero, 2 Tabani, 3 Garibotti, 4 Queirolo, 5 Radicchi, 6 Aiello, 7 Di Mario, 8 Bianconi, 9 Emmolo, 10 Pomeri, 11 Cotti, 12 Frassinetti, 13 Teani, CT: Fabio Conti     |
| Bronzo | Russia            | RussiaUstyukhina · Borisova · Prokof'eva · Karimova · Fedotova · Gorbunova · Lisunova · Simanovič · Timofeeva · Soboleva · Ivanova · Grineva · Karnauch, CT: Alexandr Gaidukov |
| 4 | Ungheria          | UngheriaGangl · Czigány · Antal · Kisteleki · Szűcs · Takács · Illés · Keszthelyi · Tóth · Bujka · Csabai · Garda · Kasó, CT: Attila Bíró                                      |
| 5 | Spagna            | SpagnaEster · Bach · A. Espar · B. Ortiz · M. Ortiz · Leitón · C. Espar · del Pilar Peña · Forca · Tarragó · García Godoy · López · Herrera, CT: Miki Oca                      |
| 6 | Australia         | AustraliaYanitsas · Beadsworth · Buckling · Lincoln-Smith · Gofers · Knox · Webster · Ralph · Arancini · Southern · Bishop · Zagame · Wakefield, CT: Greg McFadden             |
| 7 | Cina              | |
| 8 | Brasile           | |